# ほまれ酒造
ほまれ酒造株式会社（ほまれしゅぞう）は、福島県喜多方市の酒類製造・販売業者。『会津ほまれ』の商標を持つ日本酒のほか、焼酎、リキュールなども製造している。
フリーアナウンサー唐橋ユミの実家。

## 沿革
- 1918年（大正7年）9月 - 唐橋幸作が耶麻郡加納村（現：喜多方市熱塩加納町）に加納酒造株式会社として創業。
- 1921年（大正10年）11月 - 合資会社唐橋醸造場に改称。耶麻郡松山村大字村松（現：喜多方市松山町村松）に移転。
- 1949年（昭和24年）8月 - ほまれ酒造株式会社設立。
- 1950年（昭和25年） - 敷地内に日本庭園「雲嶺庵」を造園。
- 1960年（昭和35年） - 奥の川酒造を吸収合併。唐橋志良が第二代社長に就任。
- 1961年（昭和36年） - 日光酒造株式会社、村岡酒造株式会社を吸収合併。
- 1963年（昭和38年） - 東京支店を開設。
- 1973年（昭和48年） - 唐橋國八が第三代社長に就任。
- 1988年（昭和63年） - 唐橋幸市郎が第四代社長に就任。
- 2006年（平成18年） - 海外への輸出を開始[1]
- 2008年（平成20年） - 「雲嶺庵」直売所を開設
- 2011年（平成23年） - 唐橋裕幸が第五代社長に就任。
- 2015年（平成27年） - 「播州産山田錦仕込 純米大吟醸酒」がインターナショナル・ワイン・チャレンジ2015の日本酒部門最優秀賞（チャンピオン・サケ）を受賞[2][3]。
- 2016年（平成28年） - 『からはし』ブランドの日本酒の出荷を開始。

## 主な商品

### 清酒

#### 会津ほまれ
- 純米大吟醸生原酒「幸作」
- 播州産山田錦仕込 純米大吟醸酒 - インターナショナル・ワイン・チャレンジ2015の日本酒部門最優秀賞（チャンピオン・サケ）を受賞。2016年の伊勢志摩サミットでは内閣総理大臣・安倍晋三からの各国首脳へのお土産品の一つに選定された[4][5]。
- 純米大吟醸生原酒 匠
- 純米大吟醸生原酒 極
- 大吟醸酒
- 純米吟醸生原酒 雲嶺庵
- 純米吟醸 巽蔵 一回瓶火入れ
- ならぬことはならぬものです（純米吟醸原酒・吟醸原酒・純米原酒）
- 純米吟醸ひやおろし
- 山田錦仕込 吟醸酒
- こだわり仕込 吟醸酒
- 無濾過純米生原酒
- 夢の香 純米酒
- 會津ほまれ 華吹雪仕込 純米酒
- 純米酒 ドレスボトル
- しぼりたて生 本醸造生原酒
- 會津ほまれ 上撰本醸造・上撰本醸造カップ・上撰辛口本醸造
- 本醸造生貯蔵酒
- 本醸造淡麗辛口生貯蔵酒
- 本醸造勇気百倍生貯蔵酒
- 四段仕込にごり酒
- 會津ほまれ 佳撰・佳撰辛口

#### からはし
2016年より販売開始。
- 純米吟醸 からはし 夢の香
- 純米吟醸 からはし 山田錦

### 焼酎
- 吟醸粕取り焼酎 おんつぁ
- ホマレ焼酎（焼酎甲類）

### リキュール
- 苺にごり酒
- 造り酒屋のゆず酒
- うめ酒

### その他の醸造酒
- 純米麹長期熟成酒 - 米麹100％の醸造酒。

## 広告展開
1960年代よりテレビCMを放送。その後、民謡歌手の大塚文雄歌唱の民謡『会津磐梯山』をCMソングに起用したCMで知られた。このCMの影響もあり『会津磐梯山』は大塚の代名詞的な曲となっている。
1990年代にはFTVニュース（福島テレビ）のスポンサーを担当した。

## 雲嶺庵
本社敷地内に位置する1300坪の日本庭園および酒蔵。創業者の唐橋幸作によって1950年に造園され、文学博士の綿貫哲雄によって「雲嶺庵」（）と名付けられた。
日本庭園は積雪時を除いて自由に散策できるほか、酒蔵の見学もでき、営業日にはガイドによる案内もある。2008年から開設された直売所は無料試飲もできるほか、2014年にリニューアルされている。